# Parallelura palumboides
Parallelura palumboides là một loài bướm đêm trong họ Noctuidae.